# 현대 싼타모
현대 싼타모(Hyundai Santamo)는 옛 현대정공(현대모비스의 전신)이 판매하던 대한민국 최초의 중형 미니밴이다. 차명인 싼타모는 'Safety And Talented Motor'의 약어로, '한 차원 높은 안전도와 다재다능한 기능을 지닌 차'라는 의미를 지니고 있다.

## 1세대(M2)

### 싼타모(1995년12월~2002년10월)

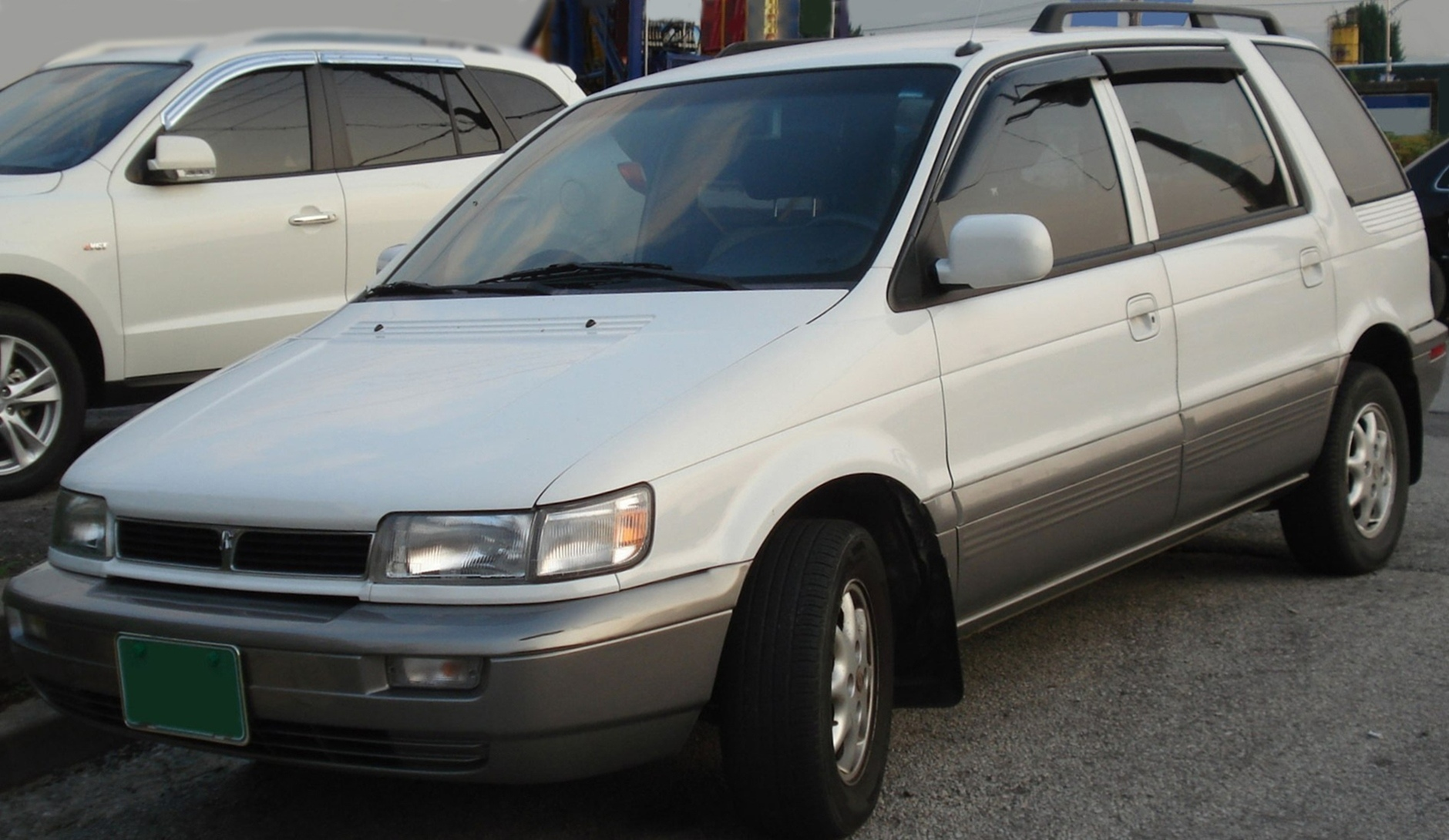
현대 싼타모 정측면

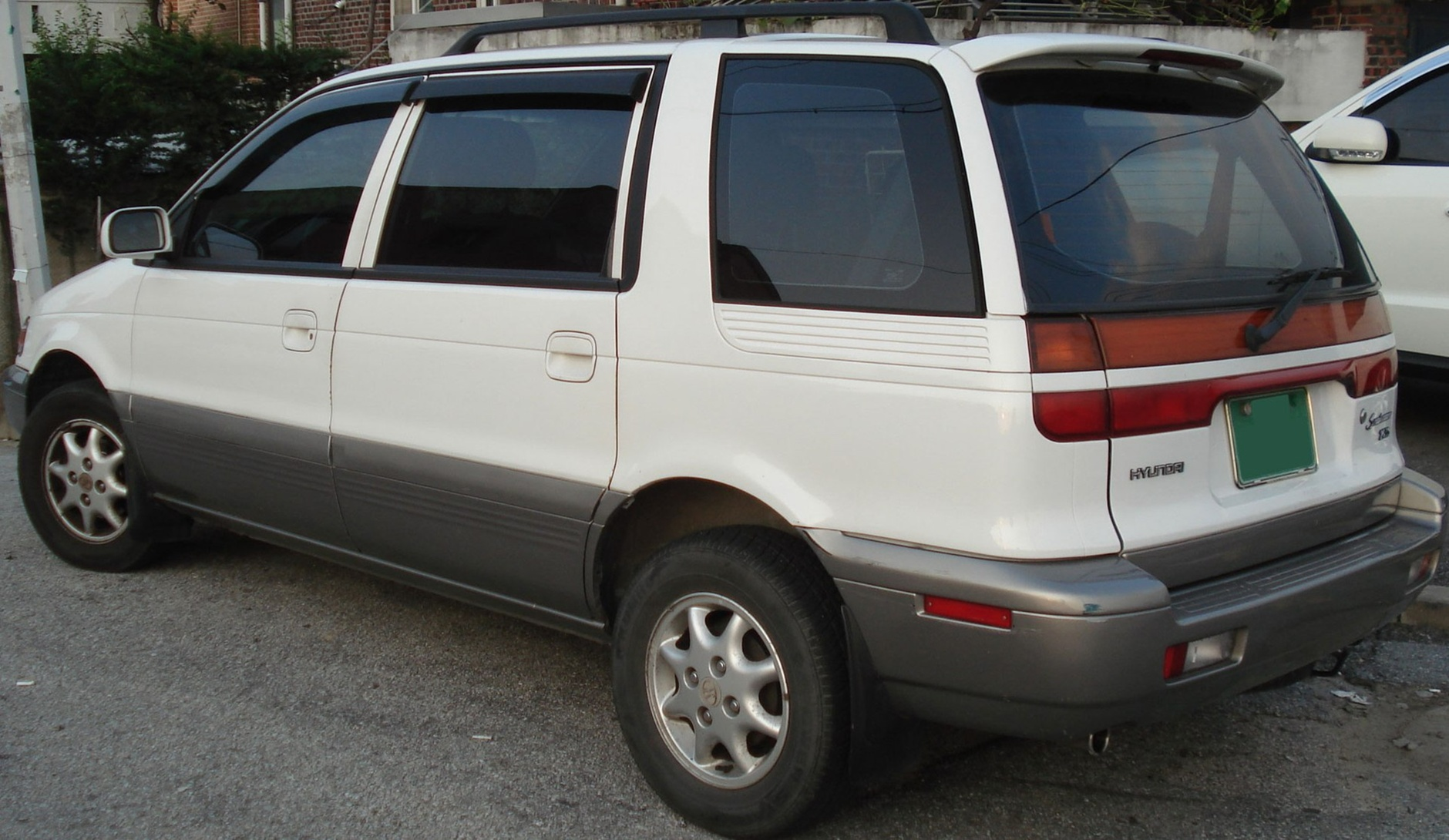
현대 싼타모 후측면

1995년 12월 22일에 시판되었다. 미쓰비시 샤리오(2세대)의 북미 버전인 엑스포를 기반으로 만들어진 싼타모는 당초 현대정공에서 제작되었고, 현대자동차써비스(이후 현대자동차에 흡수 합병)를 통하여 판매되었다. 1996년 8월 5일에 범퍼 가드, 사이드 가니시가 적용되고, 스페어 타이어의 위치를 리어 해치로 옮긴 플러스가 추가되었다. 초기에는 시리우스 2.0리터 SOHC/DOHC 가솔린 엔진만 장착되었으며, 2.0 DOHC 한정으로 한동안 풀 타임 4륜구동(AWD)도 있었다. 1997년 6월 25일에는 82마력 2.0리터 SOHC LPG 엔진이 추가되었으며, 인기가 없었던 가솔린 사양은 모두 단종되고 당시 LPG의 경제성을 앞세워서 후기에는 LPG 모델이 주류가 되었다. 2000년 10월 10일에는 현대정공 자동차 사업부가 현대자동차로 이관됨에 따라 현대자동차의 엠블렘이 붙여지고, LPG 엔진의 최고 출력이 82마력에서 86마력으로 증가된 2001년형이 선보였다. 기아 카렌스, 대우 레조 등 경쟁 차종이 출시되었고, 새로운 배기가스 규제를 충족하지 못해 2002년 10월에 트라제 XG에 통합되는 형식으로 형제차 카스타와 함께 단종되었다. 현대자동차그룹의 계열사로 넘어온 기아자동차의 카스타는 당초 싼타모의 후속 차종으로 출시될 계획이었으나, 현대자동차가 RV에 강세를 보이던 기아자동차에 넘겨주며 1999년에 출시한 것이다.

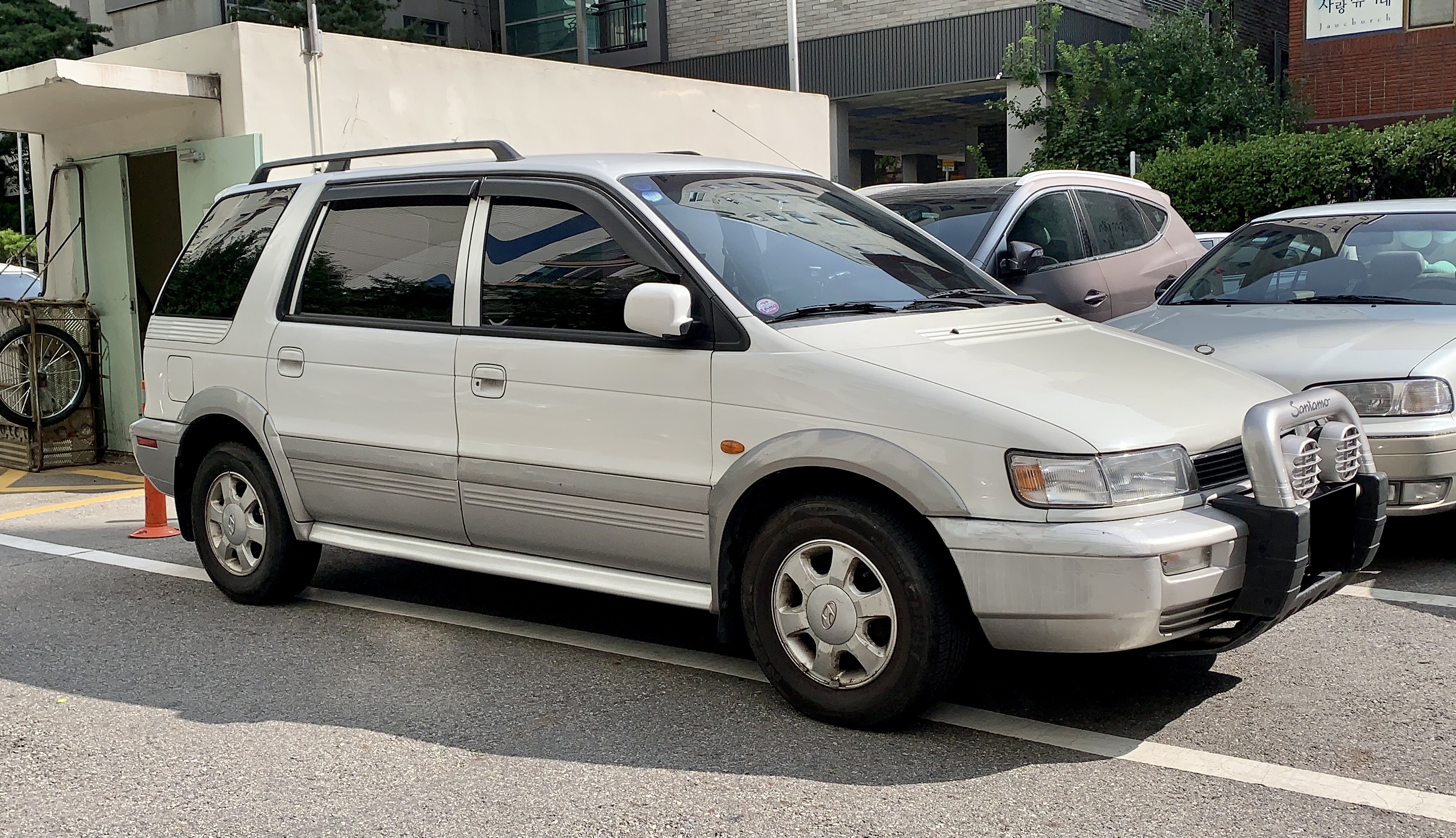
현대 싼타모 플러스 정측면
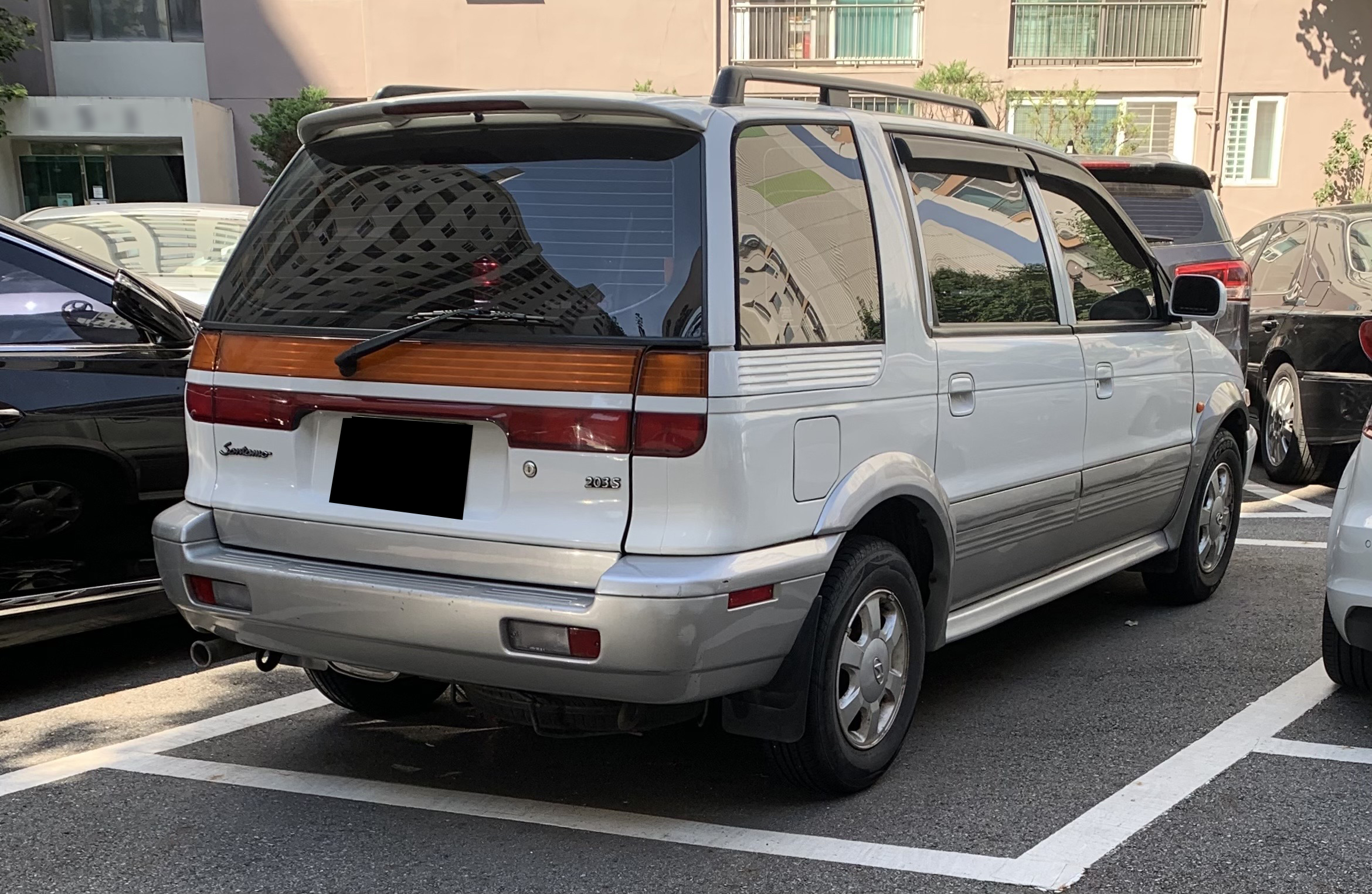
현대 싼타모 플러스 후측면

| 구분                 | 싼타모 2WD 2.0ℓ 시리우스 가솔린 SOHC | 싼타모 2WD 2.0ℓ 시리우스 가솔린 DOHC | 싼타모 플러스 2WD 2.0ℓ 시리우스 가솔린 DOHC | 싼타모 플러스 AWD 2.0ℓ 시리우스 가솔린 DOHC | 싼타모 2WD 2.0ℓ 시리우스 LPG SOHC               | 싼타모 플러스 2WD 2.0ℓ 시리우스 LPG SOHC        |
| -------------------- | ------------------------------------ | ------------------------------------ | ------------------------------------------- | ------------------------------------------- | ----------------------------------------------- | ----------------------------------------------- |
| 전장 (mm)            | 4,515                                | 4,515                                | 4,685                                       | 4,685                                       | 4,515                                           | 4,685(1996년~2000년) 4,630(2000년~2002년)       |
| 전폭 (mm)            | 1,695                                | 1,695                                | 1,740                                       | 1,740                                       | 1,695                                           | 1,740                                           |
| 전고 (mm)            | 1,580 1,620(루프랙 적용시)           | 1,580 1,620(루프랙 적용시)           | 1,590 1,630(루프랙 적용시)                  | 1,590 1,630(루프랙 적용시)                  | 1,580 1,620(루프랙 적용시)                      | 1,590 1,630(루프랙 적용시)                      |
| 축거 (mm)            | 2,720                                | 2,720                                | 2,720                                       | 2,720                                       | 2,720                                           | 2,720                                           |
| 윤거 (전, mm)        | 1,460                                | 1,460                                | 1,470                                       | 1,465                                       | 1,460                                           | 1,470                                           |
| 윤거 (후, mm)        | 1,460                                | 1,460                                | 1,470                                       | 1,470                                       | 1,460                                           | 1,470                                           |
| 승차 정원            | 5명 6명 7명                          | 6명 7명                              | 7명                                         | 7명                                         | 7명                                             | 7명                                             |
| 변속기               | 수동 5단 자동 4단                    | 수동 5단 자동 4단                    | 수동 5단 자동 4단                           | 수동 5단 자동 4단                           | 수동 5단 자동 4단                               | 수동 5단 자동 4단                               |
| 서스펜션 (전/후)     | 맥퍼슨 스트럿/세미 트레일링 암       | 맥퍼슨 스트럿/세미 트레일링 암       | 맥퍼슨 스트럿/세미 트레일링 암              | 맥퍼슨 스트럿/세미 트레일링 암              | 맥퍼슨 스트럿/세미 트레일링 암                  | 맥퍼슨 스트럿/세미 트레일링 암                  |
| 구동 형식            | 전륜구동                             | 전륜구동                             | 전륜구동                                    | 4륜구동(상시)                               | 전륜구동                                        | 전륜구동                                        |
| 엔진 형식            | G4CP                                 | G4CP                                 | G4CP                                        | G4CP                                        | L4CP                                            | L4CP                                            |
| 연료                 | 가솔린                               | 가솔린                               | 가솔린                                      | 가솔린                                      | LPG                                             | LPG                                             |
| 배기량 (cc)          | 1,997                                | 1,997                                | 1,997                                       | 1,997                                       | 1,997                                           | 1,997                                           |
| 최고 출력 (ps/rpm)   | 115/5,000 (이후 104/5,000로 변경)    | 146/6,000 (이후 137/6,000로 변경)    | 146/6,000 (이후 137/6,000로 변경)           | 146/6,000 (이후 137/6,000로 변경)           | 82/4,500 (이후 90/4,500, 86/4,500로 변경)       | 82/4,500 (이후 90/4,500, 86/4,500로 변경)       |
| 최대 토크 (kg*m/rpm) | 18.1/4,500 (이후 16.2/4,500로 변경)  | 19.2/4,000 (이후 17.8/4,000로 변경)  | 19.2/4,000 (이후 17.8/4,000로 변경)         | 19.2/4,000 (이후 17.8/4,000로 변경)         | 16.0/2,500 (이후 17.1/2,500, 16.5/2,500로 변경) | 16.0/2,500 (이후 17.1/2,500, 16.5/2,500로 변경) |
| 연비 (km/ℓ)          | 11.8(수동 5단)/ 10.3(자동 4단)       | 11.5(수동 5단)/ 10.3(자동 4단)       | 11.5(수동 5단)/ 10.3(자동 4단)              | 11.5(수동 5단)/ 10.3(자동 4단)              | 9.6(수동 5단)/ 8.6(자동 4단)                    | 9.6(수동 5단)/ 8.6(자동 4단)                    |

## 역대 슬로건

### 1세대(M2)
- 신개념 다목적 자동차. (싼타모)
- 신개념 승용차. (싼타모)